# Weir (Mississippi)
Pour les articles homonymes, voir Weir.
Weir est une ville américaine située dans le comté de Choctaw, dans le Mississippi. Selon le recensement de 2020, sa population est de 441 habitants.

## Personnalités
Roy Oswalt (1977-), joueur de baseball, champion olympique.